# Lourdes Maceiras García
Lourdes Maceiras García (Barcelona, 29 d'octubre de 1955) és una professora i escriptora gallega. Va estudiar a la Universitat de Santiago de Compostel·la. És llicenciada en Medicina i Cirurgia, doctora en Medicina Preventiva i Salut Pública i professora de la Universitat de Vigo. També és directora de la revista Salud Pública y Educación para la Salud i presidenta de l'Associació Gallega d'Educació per a la Salut i de l'Associació Gallega del Llibre Infantil i Juvenil (GALIX).

## Obra publicada

### Literatura infantil i juvenil
- O torque de ouro (1989). Vía Láctea. ISBN 978-84-86531-51-5.
- Rabibranca (1991). Edelvives. ISBN 978-84-263-2168-8 .
- Nos xardíns (1994). Xunta de Galicia. Il·lustracins de Manolo Uhía.
- A pantasma da torre (2002). Xerais. Premi de Literatura Infantil e Xuvenil Lecturas (modalitat il·lustració) GALIX. 2a ed. 2010, ISBN 978-84-9782-660-0.

### Salut
- Ambiente e saúde, 1995, Asociación Galega de Educación para a Saúde. ISBN 8492117605.

### Obres col·lectives
- E dixo o corvo..., 1997, Xunta de Galicia.
- Acción titorial, transversalidade e resolución de conflictos, 2001, Universidade de Santiago de Compostela.
- Uxío Novoneyra. A emoción da Terra, 2004, Associació d'Escriptors en Llengua Gallega (AELG).
- Arco da vella, 2005.
- Escrita Contemporánea, Homenaxe a Ánxel Casal, 2005, AELG.
- A Coruña á luz das letras, 2008, Trifolium.
- Tres blues e un rap, 2008, GALIX/Xunta de Galicia.
- En defensa do Poleiro. A voz dos escritores galegos en Celanova, 2010, Editorial Toxosoutos.
- Vivir un soño repetido. Homenaxe a Lois Pereiro, 2011, AELG, libro electrónico.